# Sony Xperia Z5 Compact
Sony Xperia Z5 Compact (модельний номер — E5803, E5823, кодове ім'я — Suzuran)  — це смартфон на базі Android, який продавався та вироблявся Sony Mobile. Як частина серії Sony Xperia Z, Z5 Compact є зменшеною версією Sony Xperia Z5 і був представлений під час прес-конференції на виставці IFA 2015, 2 вересня 2015 року. Вперше пристрій було випущено в Тайвані 1 жовтня 2015 року, а в Японії — 12 листопада 2015 року. Він є наступником Sony Xperia Z3 Compact. У Японії він відомий як SO-02H, ексклюзивний для NTT Docomo.

## Характеристики смартфону

### Апаратне забезпечення
Смартфон має ідентичне апаратне забезпечення з Xperia Z5, за виключенням екрану і батареї. Він працює на базі восьмиядерного процесора Qualcomm Snapdragon 810 (MSM8994), 2 ГБ оперативної пам'яті і використовує графічний процесор Adreno 430 для обробки графіки. Пристрій також має внутрішню пам'ять об'ємом 32 ГБ, із можливістю розширення карткою microSDXC до 200 ГБ.
Апарат оснащений 4,6-дюймовим (117 мм відповідно) дисплеєм із розширенням 720 x 1280 пікселів із щільністю пікселів 323 ppi, що виконаний за технологією IPS LCD. Він підтримує мультитач, а також такі функції дисплея, як Live Color LED, відтворюючи більш насичені кольори та більш рівномірне підсвічування. Ще для покращеного зображення і відео використовується технологіЇ Triluminos і X-Reality Engine.
Задня камера Xperia Z5 має 23 мегапікселя з розміром сенсора 1/2,3 дюйма та діафрагмою f/2,0, оснащена новішим датчиком зображення Sony Exmor RS, замість 20,7-мегапіксельного датчика зображення, який використовувався у всіх його попередників, починаючи з Xperia Z1. Подібно до Xperia M5, пристрій також має гібридний автофокус, який використовує фазовий автофокус, за допомогу якого, може сфокусувати об'єкт за 0,03 секунди. Фронтальна камера також помінялася, тепер, на 5,1 мегапіксель з підтримкою HDR і записує відео в роздільній здатності 1080p.
Дані передаються через роз'єм microUSB 2.0, який також підтримує USB On-The-Go і порт HDMI (через MHL 3.0) для перегляду зображень і відео з пристрою на екрані телевізора. Щодо наявності бездротових модулів є Wi-Fi (802.11 a/b/g/n/ac 5 ГГц), DLNA, Bluetooth 4.1, вбудована антена стандарту GPS з A-GPS, ГЛОНАСС Бейдоу, NFC. В залежності від регіону, Z5 Compact має кілька функцій, яких немає в інших версіях, наприклад для японського регіону, характерні такі функції як, 1seg, Osaifu-Keitai з використанням мікросхем Sony FeliCa.
Xperia Z5 Compact також має оновлену кнопку живлення, розташовану на правій стороні пристрою, із системою розпізнавання відбитків пальців, яку можна використовувати для розблокування телефону, як було згадано вище. Проте датчик відбитків пальців вимкнено в американській версії телефону через «ділове рішення», хоча його можна знову ввімкнути, змінивши мікропрограму.
Весь апарат працює від Li-ion акумулятора ємністю 2700 мА·г, що може пропрацювати у режимі очікування 520 годин (21,6 дня), у режимі розмови — 14 години, і важить 138 грам.

### Програмне забезпечення
На Xperia Z5 Compact попередньо встановлено Android 5.1.1 «Lollipop» із користувацьким інтерфейсом і програмним забезпеченням Sony. Попередньо завантажені програми на смартфон надають доступ до різних служб Google, включаючи Google Play, за допомогою яких можна завантажувати та купувати програми, музику, фільми та електронні книги. Z5 Compact отримував оновлення ті самі, як і Z5, тому офіційно його останнім оновленням є Android 7.1.1 «Nougat», випущений в січні 2017. Але як і у випадку з старшим братом, невдовзі після цього було призупинено, через «звіти деяких користувачів про проблеми, пов'язані з відтворенням аудіо через сторонні програми та низька продуктивність зчитування даних із зашифрованої SD-карти». Оновлення знову випустили у лютому 2017 року.